# Saint-Pierre-à-Arnes
Saint-Pierre-à-Arnes è un comune francese di 66 abitanti situato nel dipartimento delle Ardenne nella regione del Grand Est.

## Società

### Evoluzione demografica
Abitanti censiti